# Donets
Donets, eller Siverskyj Donets (ukrainska: Сіверський Донець; ryska: Северский Донец, Severskij Donets), är en flod i Ryssland och Ukraina. Den är 1 053 km lång och har ett avrinningsområde på 98 900 km².
Donets går till största delen genom Ukraina. Efter att ha runnit upp i Ryssland, vid Centralryska platån omkring 215 m ö.h., går den 950 km genom de ukrainska oblasten Charkiv, Donetsk och Luhansk, innan den åter kommer in i Ryssland och mynnar ut i Don, som dess största biflod. Don mynnar i sin tur i Azovska sjön.
Donets största biflod är Oskil, som ansluter öster om Izium.
Donets är segelbar på de nedre 315 kilometerna. Floden är starkt utsatt för föroreningar från industrierna i Donbass.